# دوري جرينلاند لكرة القدم 2002
دوري جرينلاند لكرة القدم 2002 هو موسم من دوري جرينلاند لكرة القدم. فاز فيه Kugsak-45 ‏.